# Anna Bessonova
Anna Volodymyrovna Bessonova (Kijev, 29. srpnja 1984.), ukrajinska ritmička gimnastičarka.
Ritmičkom gimnastikom se bavi od svoje pete godine. Otac joj je Vladimir Bessonov, poznati nogometaš kijevskog Dinama, a majka dvostruka svjetska prvakinja u ritmičkoj gimnastici. 